# Noë Zjordania
Noë Zjordania (Georgisch: ნოე ჟორდანია) (Lantsjchoeti, 2 januari 1868 - Leuville-sur-Orge, 11 januari 1953) was een Georgisch journalist en politicus. Hij speelde als mensjewiek een vooraanstaande rol in de sociaaldemocratische revolutionaire beweging in het Russische Rijk en daarna in de vorming van de onafhankelijke Democratische Republiek Georgië.

## Biografie
Noë Zjordania werd geboren op 2 januari 1868 (juliaans) in een arme adellijke familie van kleine landeigenaren in het dorp Lantsjchoeti, gelegen in het west-Georgische Goeria. Het behoorde administratief bij het oejezd Ozoergeti van het Gouvernement Koetais dat onderdeel was van het Keizerrijk Rusland. Als kind ging Zjordania naar de dorpsschool van Lantsjchoeti dorpsschool, waarna hij naar de Theologische School in Ozoergeti ging die hij in 1884 volbracht. Hij vervolgde zijn studie aan de Theologische Seminarie van Tbilisi waar hij in 1890 afstudeerde.
Tijdens zijn studie hield hij zich bezig met zelfontplooiing. Hij las literatuur en wetenschappelijke werken die verboden waren in de seminarie. Hij wilde zich een mening te vormen over sociale en politieke kwesties en nam samen met andere seminaristen deel aan illegale activiteiten zoals het uitgeven van tijdschriften. Op de seminarie zat ook Filipe Macharadze waar Zjordania stakingen op de seminarie mee organiseerde. Macharadze zou later als fervent bolsjewiek de mensjewistische Democratische Republiek Georgië onder leiding van Zjordania ondermijnen.

### Politieke ontplooiing
Een jaar na zijn afstuderen aan de seminarie vertrok Zjordania naar Warschau voor een studie aan het Veterinair Instituut, waar hij kennis maakte met de werken van Karl Kautsky en het marxisme. Door ziekte keerde Zjordania in de zomer van 1892 terug naar Georgië. Hij zou daar in de daaropvolgende winter met kameraden, waaronder Nikoloz Tsjcheidze, de eerste Georgische Sociaaldemocratische politieke partij oprichten, de Mesame Dasi ('Derde Groep'). In december 1892 werd in Kvirili, het hedendaagse Zestafoni, de illegale eerste conferentie van de partij gehouden.
In 1893 leidde dit tot de oprichting van de Sociaaldemocratische Partij van Georgië, of ook wel bekend als de Georgische Mensjewistische Partij. Nadat de autoriteiten overgingen tot arrestaties emigreerde Zjordania naar Zwitserland om onder meer marxisme te studeren aan de Universiteit van Genève. In 1895 verhuisde hij naar Parijs, en in 1897 naar Londen. In deze jaren maakte hij zich bekend met het socialisme en linkse intellectuelen. In het najaar van 1897 keerde Zjordania terug naar Georgië.

### Journalistiek

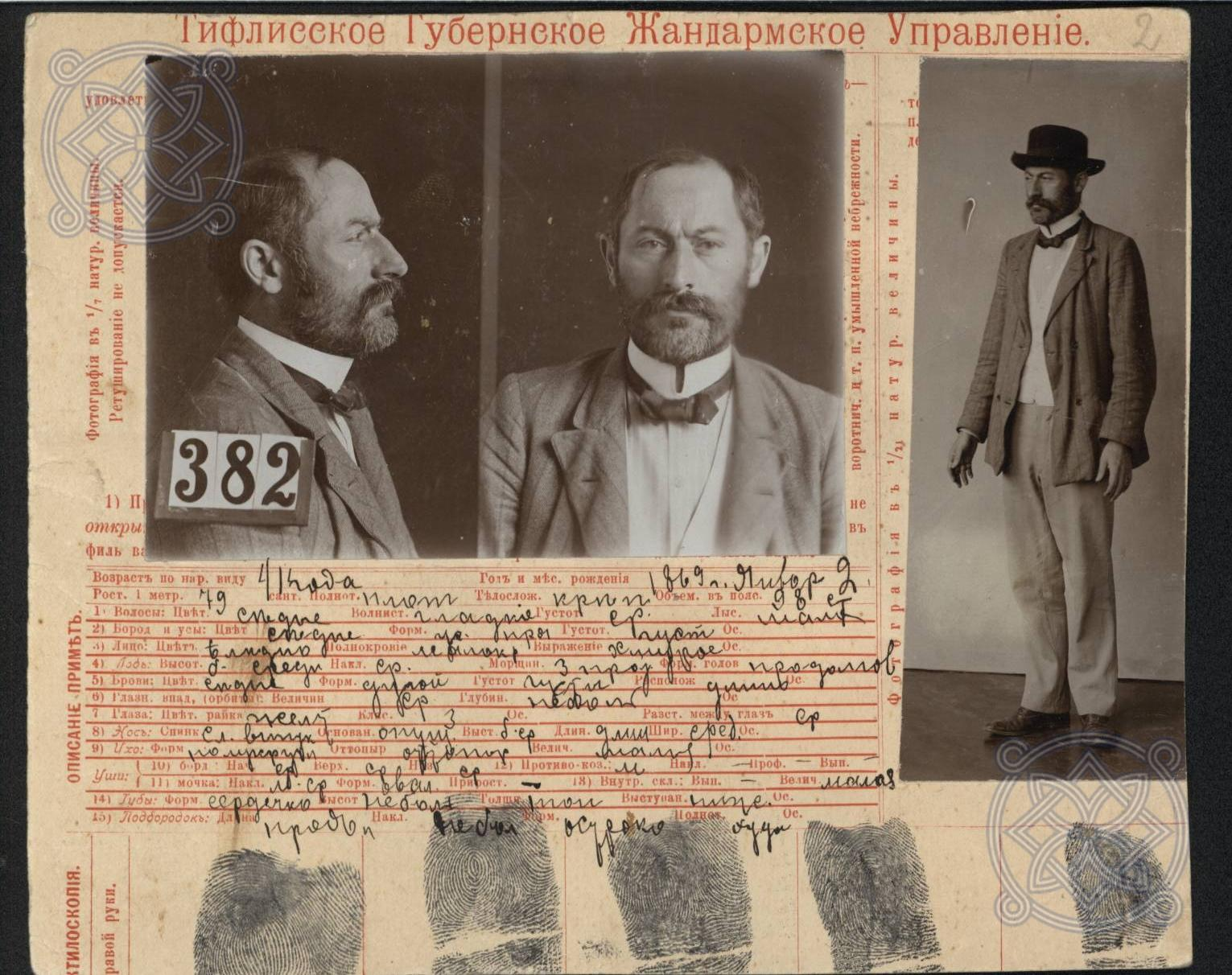
Zjordania's publicitaire, journalistieke en politieke werk tegen de heersende klasse leidde tot frequente arrestaties en veroordelingen. Dit is een gendarmeriekaart uit 1910 als onderdeel van zijn politiedossier.

Tijdens een illegale bijeenkomst in Lantsjchoeti presenteerde Zjordania de leiders van de sociaaldemocratische beweging de trends van het Europese socialisme en zijn opvattingen over de ontwikkeling van het partijwerk in Georgië. Op een vervolgbijeenkomst in Tbilisi werd besloten de legale pers te gebruiken voor partijpropaganda. Hiertoe werd het tijdschrift "Kvali" (Georgisch: კვალი, Spoor) overgenomen, waarvan Noë Zjordania redacteur werd en dat vervolgens een socialistisch redactioneel beleid voerde. Zjordania publiceerde zelf journalistieke werken in het tijdschrift, en gebruikte daarbij een reeks pseudoniemen. Het tijdschrift was eerste legale marxistische publicatie in het Russische Rijk en was populair onder een groter publiek dan de primaire arbeidersdoelgroep. Zjordania gaf daarnaast ook "Sociaaldemocratie" uit. De Georgische intellectueel en schrijver Ilia Tsjavtsjavadze, die de krant "Iveria" uitgaf, bood Zjordania de redactie van deze krant aan maar Zjordania ging daar niet op in.
Na de eeuwwisseling ontstond er door kritische artikelen van Zjordania een escalerende controverse tussen "Kvali" en het "Iveria"-kamp over sociale en politieke kwesties, wat leidde tot politieke confrontatie tussen de sociaaldemocratische beweging en nationalistische groeperingen. Daarnaast was hij actief bij provocerende pamflet en proclamatie activiteiten, wat ertoe leidde dat de autoriteiten hem in 1901 samen met andere medewerkers van "Kvali" arresteerde. Hij zat bijna een jaar in de gevangenissen van Koetaisi en Tbilisi. Na zijn vrijlating ging hij verder met zijn journalistieke activiteiten, maar verhuisde al snel onder druk naar Jelisavetpol (het hedendaagse Ganja), de hoofdstad van het gelijknamige gouvernement om buiten de jurisdictie van het Gouvernement Tiflis te blijven. Niettemin wist hij regelmatig illegaal naar Tiflis te reizen en nam hij in de winter van 1903 deel aan een illegale conferentie van Transkaukasische sociaaldemocratische organisaties voor de vorming van een gezamenlijk programma en organisatiestructuur. Zjordania koos de zijde van een ideologische minderheid en bleef daarna een onverzoenlijke tegenstander van de bolsjewieken.
Later dat jaar besloten de autoriteiten dat Zjordania zou worden verbannen naar het Gouvernement Vjatka, tweeduizend kilometer naar het noorden in het oosten van Europees Rusland, in afwachting van de afronding van een vervolgingszaak. De gendarmerie van Jelisavetpol maakte dit aan hem bekend en gaf hem twee weken de tijd om op eigen houtje naar Vjatka te reizen. Zjordania wist ongemerkt uit Jelisavetpol weg te komen en reisde illegaal via Batoemi naar Londen, vanwaar hij uiteindelijk via Parijs zich in Genève vestigde. Hij werd als afgevaardigde van de Kaukasische sociaaldemocraten uitgenodigd deel te nemen aan het congres van de Russische Sociaaldemocratische Arbeiderspartij (RSDAP) in Brussel en Londen. Deze congressen leidden tot een ideologische scheuring in bolsjewieken en de mensjewieken die in de minderheid waren. Zjordania, die al eerder grote antipathie voor het bolsjewisme had ontwikkeld, koos de kant van de mensjewieken en begon voorbereidingen om Georgië en de sociaaldemocratische organisaties van de Kaukasus te beschermen tegen de invloed van de bolsjewieken. Dit deed hij onder meer door een illegaal distributiekanaal van partijliteratuur op te zetten om de organisaties in de Kaukasus ermee te voorzien.
In 1904 publiceerde Zjordania in Genève verschillende brieven in het nieuwe tijdschrift "In Georgië" (საქართველოში, Sakartvelosji) van de Socialistische Federalisten, maar na oplopende ideologische meningsverschillen stopte hij de samenwerking met het tijdschrift.

### Revolutie

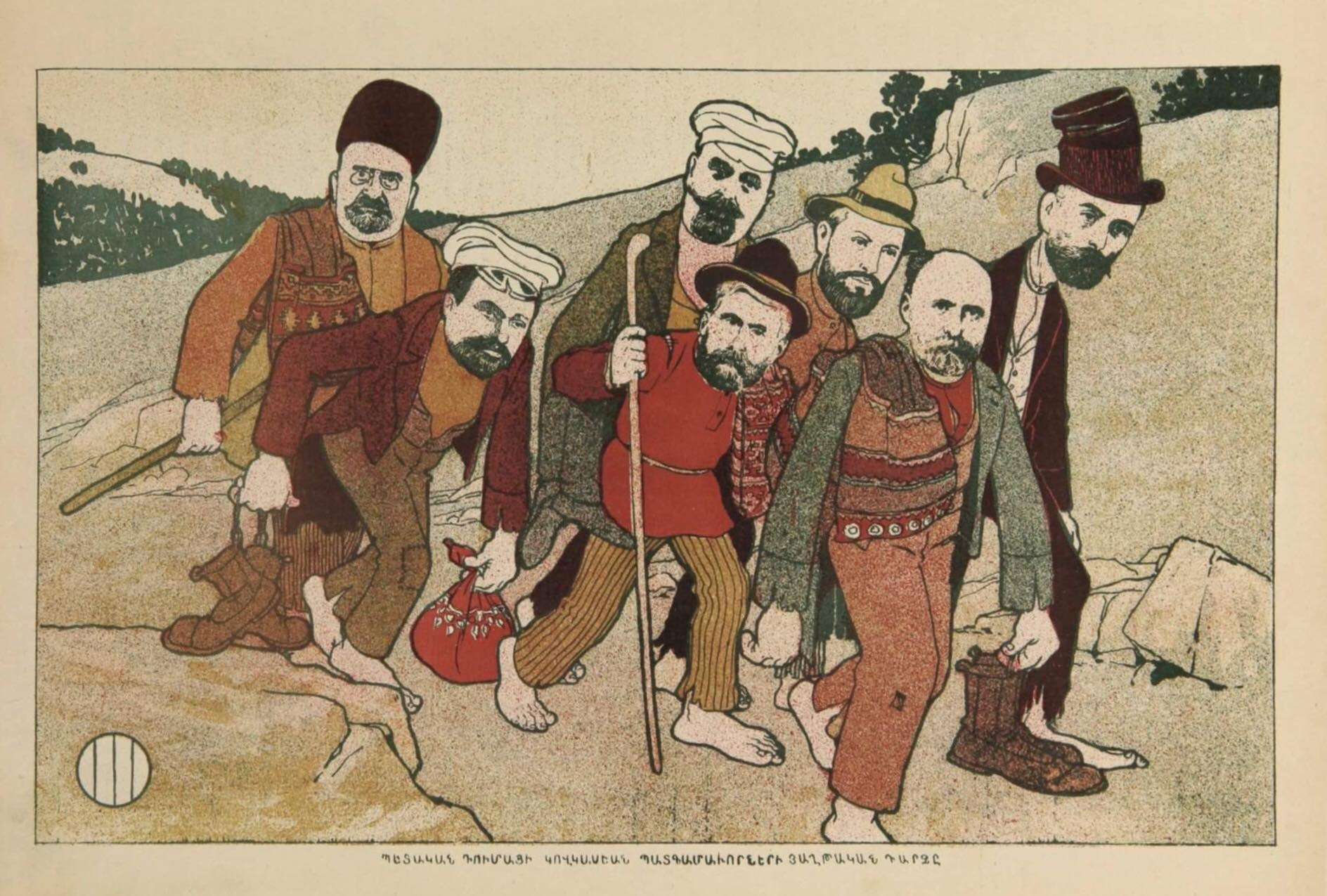
Armeense spotprent over de "zegevierende terugkeer" van de Kaukasische afgevaardigden van de Russische Staatsraad (1906), met Zjordania derde van rechts.

Na het neerslaan van rellen in Sint-Petersburg begin 1905 keerden Zjordania en andere geëmigreerde politieke leiders illegaal terug naar het Russische Rijk. Hij woonde een korte tijd illegaal in Bakoe, vanwaar hij in het geheim terugkeerde in Tbilisi. Om de invloed van de bolsjewieken in de socialistische partijorganisaties te neutraliseren legde hij op illegale bijeenkomsten aan arbeidersorganisaties uit hoe de scheuring tussen bolsjewieken en mensjewieken op het Londense congres van de RSDAP kon gebeuren. Hij wees tevens op het ondemocratische en autoritaire karakter van het bolsjewistische organisatiemodel. Als gevolg van deze inspanningen boycotten de meeste sociaaldemocratische organisaties het Comité van de Unie van de Kaukasus, waarmee de invloed van de bolsjewieken op deze organisaties ingeperkt werd. Ondertussen had Zjordania de druk van het klandestiene tijdschrift "Sociaaldemocraat" van het Tbilisi-comité hervat. Tijdens de revolutie van 1905 was Zjordania leider van de Sociaaldemocratische Partij en de belangrijkste organisator van stakingen en gewapende acties in Tbilisi.
In 1906 werd Zjordania in de eerste convocatie van de Doema gekozen en vertegenwoordigde als afgevaardigde uit het Gouvernement Tiflis de Sociaaldemocratische Partij die hij ook leidde. Nadat de Staatsraad na 72 dagen door de tsaristische autoriteiten werd gesloten vanwege radicalisme en liberalisme reisden verschillende boze leden van de Staatsraad, waaronder Zjordania, naar Vyborg in het Grootvorstendom Finland en stelden er het Vyborg-manifest op. Hierin riepen ze op tot 'passief verzet', waaronder het ontduiken van belastingen en het trotseren van dienstplichtorders. Zjordania werd hiervoor in opvolgende jaren meermaals opgepakt.
Na omzwervingen via Italië woont Zjordania een tijdje in Bakoe en leidt daar een mensjewistische krant, waarna hij in 1910 zich weer in zijn geboorteplaats Lantsjchoeti vestigt. Hier wordt hij wederom gearresteerd en wordt hij vervolgd vanwege het oproepen tot gewapende strijd tegen de regering bevatte en de bevolking aanzette tot opstand, nadat de autoriteiten bij invallen elders manuscripten van zijn hand vonden. Hij werd veroordeeld tot drie jaar ballingschap in Siberië. Nog voor het einde van het proces komt Zjordania vrij door de amnestie ter gelegenheid van de 300ste verjaardag van de Romanov dynastie. In 1914 reist hij naar het Zwitserse Montreux, maar door de uitbraak van de Eerste Wereldoorlog keert hij terug naar Moskou en houdt zich bezig met discussies over de partijstrategie na de oorlog. Hij vestigt zich weer in Lantsjchoeti en continueert zijn partijjournalistiek en het leiden van illegale organisaties.

### Onafhankelijkheid

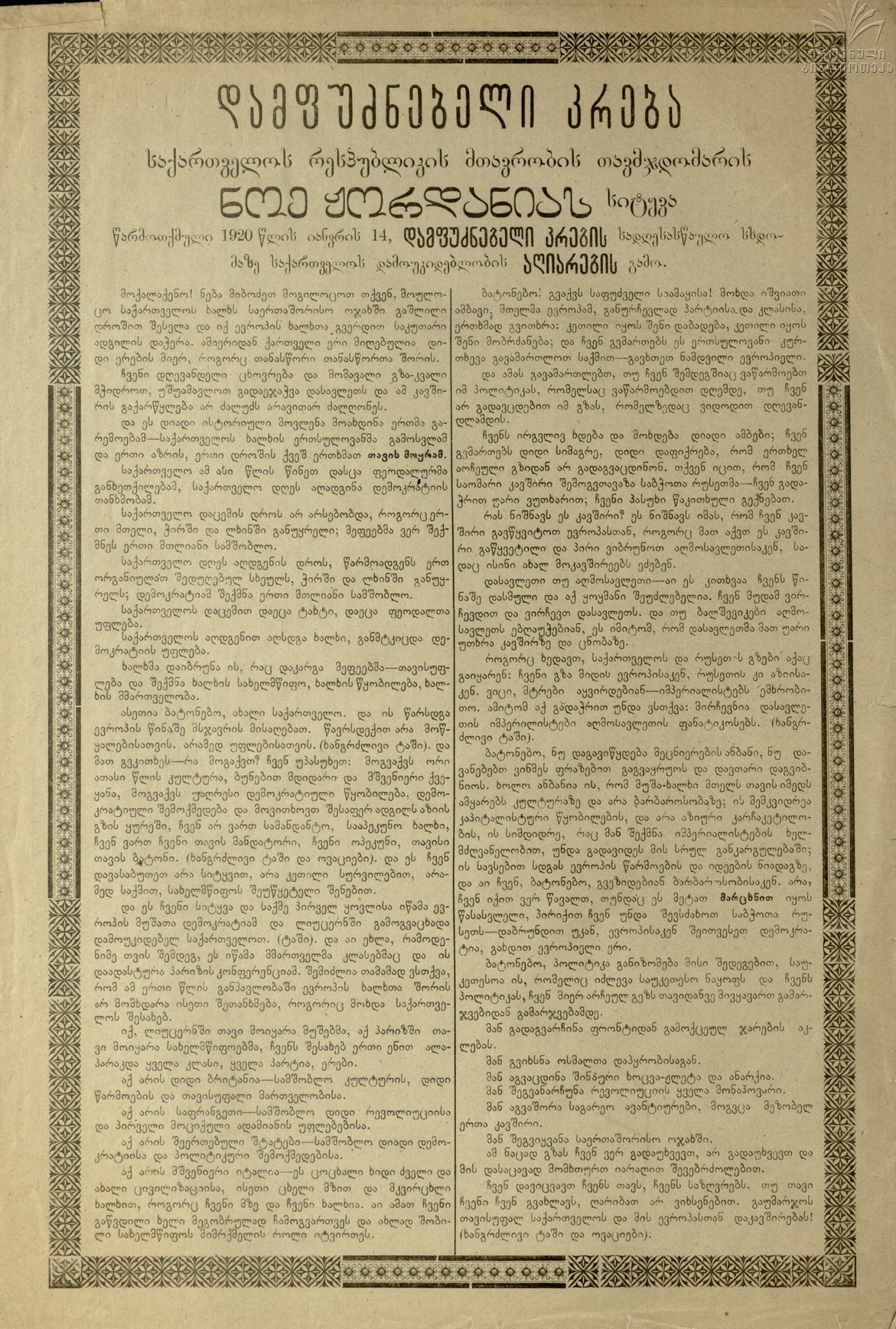
De toespraak voor de onafhankelijkheidsverklaring van de Democratische Republiek Georgië.

In 1916 hield Zjordania in Lantsjchoeti een illegale conferentie van de mensjewistisch georiënteerde Sociaaldemocratische Partij van Georgië, waar besloten werd dat Georgië de onafhankelijkheid zou kunnen verklaren op het moment dat Rusland verslagen zou worden in de Eerste Wereldoorlog. Na de Februarirevolutie van 1917 werd Noë Zjordania verkozen tot voorzitter van de Sovjet van Tbilisi, en had daarin een uitgesproken mensjewistische koers. In het najaar van 1917 was hij in het Russische Petrograd en raakte hij ervan overtuigd dat de sociaaldemocratische mensjewieken niet in staat zouden zijn om de macht in Rusland te verwerven. Hij keerde naar Georgië terug en kwam tot de conclusie dat de wegen moesten scheiden.
Zjordania werd eind 1917 voorzitter van het presidium van de Nationale Raad van Georgië en speelde een leidende rol bij de consolidering van de mensjewistische macht in Georgië. Op 3 december 1917 steunde hij op het Nationale Congres van Georgië de scheiding van Georgië van Sovjet-Rusland en de oprichting van een onafhankelijke democratische republiek. Op 23 februari 1918 werd de Transkaukasische Sejm in Tbilisi opgericht waarin Zjordania zitting nam dat in april 1918 de onafhankelijkheid uitriep van de Transkaukasische Democratische Federatieve Republiek. Zjordania was namens dat orgaan deelnemer aan de vredesbesprekingen met de Ottomanen over de status van de provincies Batoemi (Adzjarië) en Kars, nadat de Turken deze gebieden en de Georgische regio's Goeria en Samtsche-Dzjavacheti waren binnengevallen. 

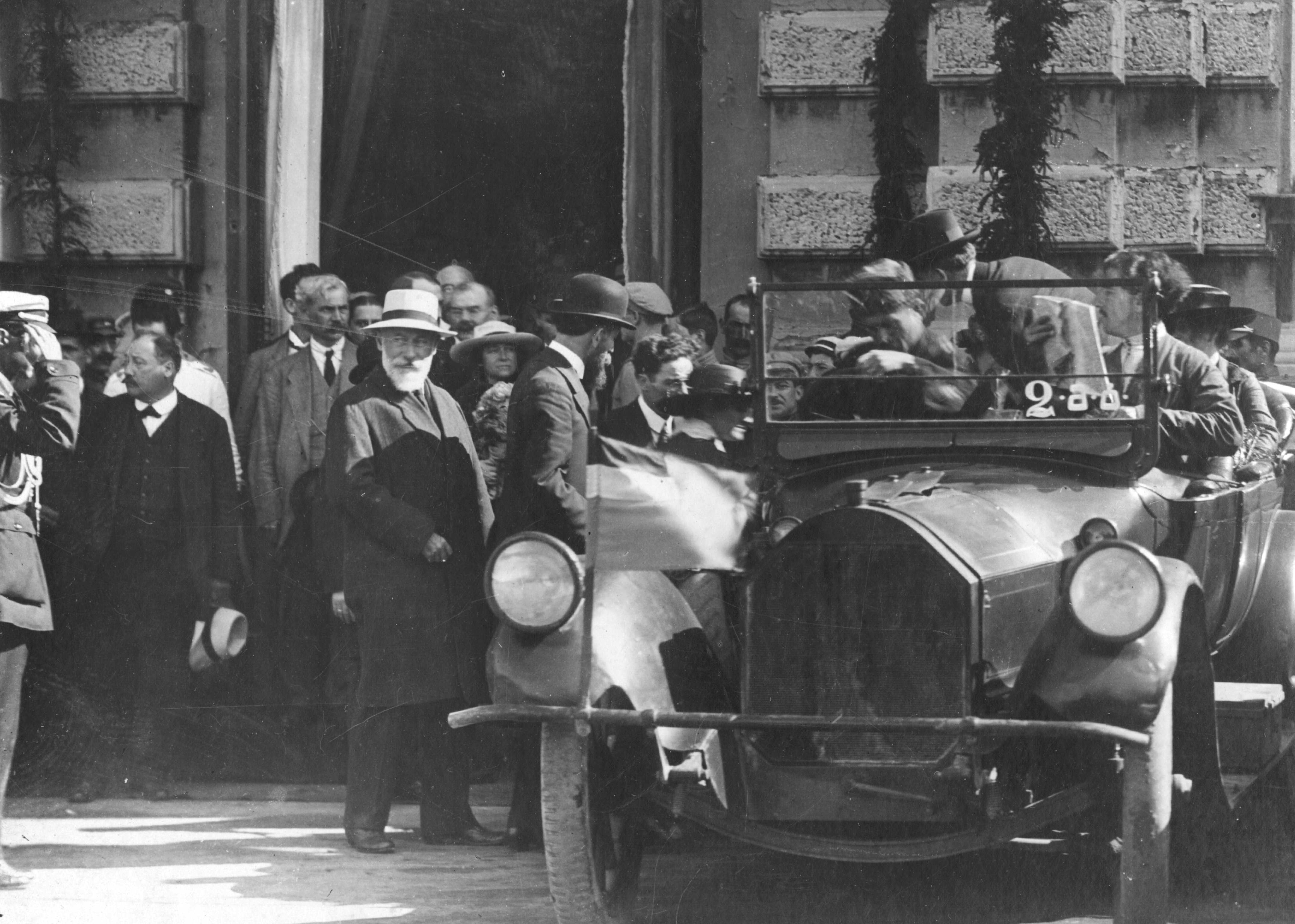
Zjordania is in september 1920 gastheer van een Europese delegatie van de Tweede Socialistische Internationale die Georgië en niet Rusland zagen als modelstaat van socialistische democratie.. De sympathie en steun uit Europa kwam te laat.

De Transkaukasische federatie viel na vijf weken uit elkaar toen Zjordania op 26 mei 1918 als voorzitter van het presidium van de Nationale Raad van Georgië de onafhankelijkheid van de Democratische Republiek Georgië uitriep. Vier weken later volgde hij regeringsvoorzitter (premier) Noë Ramisjvili op, waarmee hij feitelijk tevens het staatshoofd werd. Zjordania werd op 14 maart 1919 na de verkiezingen voor de Constituerende Vergadering herbenoemd tot regeringsvoorzitter.

### Ballingschap
Nadat het Rode Leger van het bolsjewistische Sovjet Rusland in februari en maart 1921 Georgië veroverde, leidde Zjordania leidde vanaf 18 maart 1921 in Frankrijk de regering in ballingschap. Tijdens zijn ballingschap bleef hij zich inzetten voor de onafhankelijkheid van Georgië, en nam hij van afstand deel aan de voorbereiding van de Augustusopstand in Georgië in 1924. Hij was in deze periode bij de congressen van de Socialistische Arbeiders-Internationale in Hamburg en Marseille, de voorloper van de Socialistische Internationale. Hij publiceerde werken over het socialisme, de Sovjetpolitiek, de onafhankelijkheid van Georgië en de Sovjetbezetting, de Georgische geschiedenis en literatuur. Hij zat in de redacties van media voor de Georgische diaspora en in het sociaaldemocratische domein en hij publiceerde journalistieke artikelen over actuele politieke gebeurtenissen. In 1938 beëindigde hij zijn leiderschap over het buitenlandse bureau van de Sociaaldemocratische Partij van Georgië. 
Tijdens de Tweede Wereldoorlog bleef hij onder Nazi-bezetting in Parijs wonen en werkte hij aan strategische instructies voor het geheim bevoorraden van de Georgische samenleving. Na de Tweede Wereldoorlog en tijdens de opkomst van de Koude Oorlog, probeerde hij wederom de Sovjetbezetting van Georgië op de internationale agenda te krijgen. Na een kort ziekbed overleed Zjordania op 11 januari 1953 op 85-jarige leeftijd en werd opgevolgd door Evgeni Gegetsjkori, die anderhalf jaar later zelf ook overleed waarmee de regering in ballingschap ophield te bestaan. Zjordania werd begraven op de Georgische begraafplaats in zijn woonplaats Leuville-sur-Orge, waar vele prominente Georgische emigranten begraven liggen waaronder veel kabinetsleden uit Zjordania's regering.

## Nalatenschap

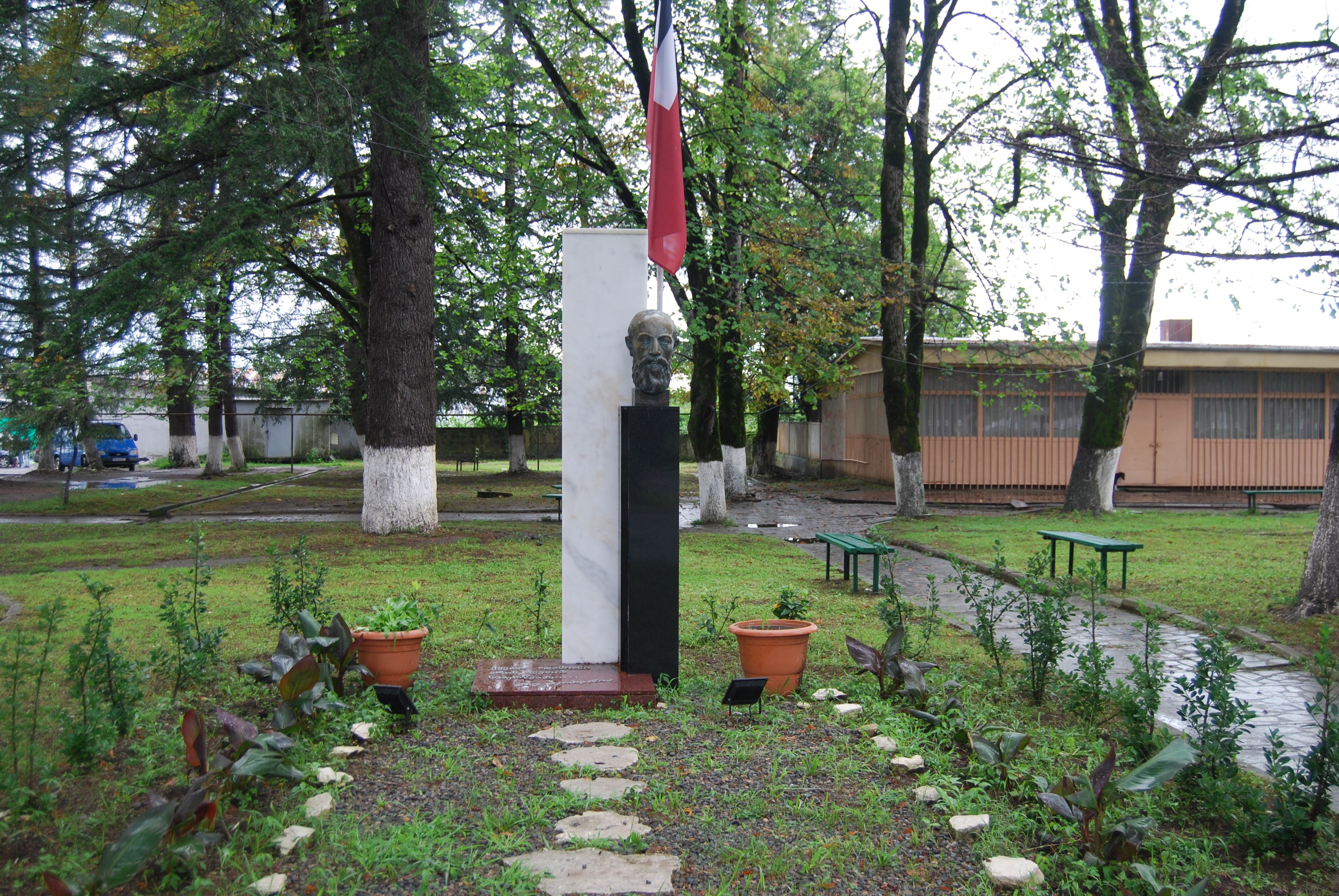
Noë Zjordania wordt geëerd in zijn geboorteplaats Lantsjchoeti

Volgens analisten heeft Zjordania de geopolitieke positie van de Kaukasus in de wereld goed ingeschat. Hij stelde:
De Kaukasus is één territoriaal en economisch organisme, zonder wegen naar het noorden of het zuiden. De essentiële uitgangen zijn elders. Er is een kort pad van west naar oost, van oost naar west. De Kaukasus brengt ons naar Centraal-Azië – de oude bakermat van deze mensheid en cultuur. Tegenwoordig is deze weg afgesloten, en alleen een onafhankelijke Kaukasus zal hem openen: het probleem van de Kaukasus is het probleem van de hele mensheid.
— Noe Zjordania
Hij merkte tevens de strategische logistieke functie van het gebied op en stelde dat er geen twijfel over bestaat dat grote hoeveelheden doorvoergoederen en passagiers het Kaukasische grondgebied zullen passeren, wanneer "een normale internationale uitwisseling van goederen wordt hersteld." Het moderne onafhankelijke Georgië zet hier nadrukkelijk op in. Het heeft sinds de Rozenrevolutie een speerpunt gemaakt van de ontwikkeling van een oost-west transportcorridor over de weg en het spoor door het land voor het internationale goederenverkeer. Tevens concludeerde hij ver voor vooraanstaande politicologen dat de ontbinding van de Sovjet-Unie en de herwonnen onafhankelijkheid van Georgië onvermijdelijk waren.
Ook ten aanzien van de geopolitieke oriëntatie van Georgië was de visie van Zjordania vooruitziend. Hij koos net als andere intellectuele tijdgenoten bewust voor een blik naar het westen. Hij zei in 1918:
Wat hebben wij te bieden aan de culturele schat van de Europese naties? Een 2000 jaar oude nationale cultuur, een democratisch systeem en natuurlijke rijkdommen. Sovjet-Rusland heeft ons een militair bondgenootschap aangeboden, dat we hebben afgewezen. We zijn andere wegen ingeslagen. Zij gaan naar het oosten en wij naar het westen.— Noë Zjordania
Sinds de onafhankelijkheid in 1991, en met name sinds de Rozenrevolutie is Georgië uitgesproken in zijn ambities om bij Europese en trans-Atlantische samenwerkingsverbanden aan te sluiten en zich er onlosmakelijk mee te verbinden.